# Los Estómagos
Los Estómagos fue un grupo de rock uruguayo, surgido en el año 1983, su última actuación fue el 25 de agosto de 1989. Fue uno de los principales grupos de la movida de rock uruguayo post-dictadura.

## Historia
Su estilo musical se basó en la música punk y post-punk de los años 1980, contando también con una fuerte influencia del rock español de esa época. Sus referencia fueron Los Shakers, Moonlights y Delfines, que eran los referentes de los años 1970 en el rock uruguayo.
La banda se había formado en el verano de 1983 en la ciudad de Pando,  Gustavo Parodi (guitarra), Fabián Hernández (bajo), Gustavo Marriott (batería), con sus tres instrumentistas en busca de un cantante, (hasta el momento Parodi era el vocalista principal): Gabriel Peluffo ingresa a la banda en febrero del mismo año, luego de cantar "Rosario" de la banda española Kaka de Luxe en un ensayo.
Debutan en un baile liceal en el Centro de Protección de Chóferes de Pando el 6 de agosto luego de 6 meses de ensayos, y al otro día se presentan en la inauguración de El Templo del Gato.
Pasan 2 meses más hasta que se presentan en el Festival de la canción en la ciudad de San José de Mayo, lo hacen con un tema propio (Penicilina) y una versión del tango Cambalache. Allí ganan el primer premio que consistía en grabar para el sello Orfeo un simple.
Todavía en 1983, hacen su primera aparición televisiva en el programa Telecataplum, tocando La Barométrica, uno de los temas del simple que nunca salió a la venta.
En 1984 comienzan a preparar su primer LP, Tango que me hiciste mal, que fue realizado con producción de Alfonso Carbone. Este disco que culmina con un disparo y recuerda a bandas como The Cure y Joy Division en la visión desesperanzadora, así como en la música
Pocos meses luego de la salida a la venta del disco comienzan a grabar para Graffiti (un recopilatorio) dos temas: Jugaste sucio y Cambalache.
Anteriormente el baterista Mariott se había alejado de la banda, suplantado por Leonardo Baroncini, quien formaba también Los Tontos. 
Su pico de popularidad se da en 1986, al igual que el del rock uruguayo en general. En este año sale a la venta su segundo LP, La ley es otra, que incluía los temas Penicilina, Hijos del imperio y En la noche, haciéndolo menos oscuro y permitiendo a la banda un reconocimiento más amplio.
Luego de grabar este disco, Baroncini dejó Los Estómagos y su lugar fue ocupado por Marcelo Lasso, quién permanecería allí hasta la disolución de la banda.
En noviembre de 1986 tocan en el Montevideo Rock I.
Viajan a Buenos Aires en 1987 para grabar Los Estómagos, su tercer disco, para el sello argentino Talent que en Uruguay editó Orfeo. Este disco fue polémico ya que la banda volvió a una esencia más dark y contestataria con canciones como Hielo, Muñeca y No hay clemencia, siendo esta última censurada.
En febrero de 1988 se presentan frente a más de 15.000 personas en Montevideo rock II (en el Estadio Luis Franzini); en esta presentación el bajista Fabián Hernández fue reemplazado por José Rambao debido a problemas de salud. A fin de ese año nuevamente viajaron a Buenos Aires, para grabar en Del cielito records su último LP: No habrá condenado que aguante. Éste contaba con una portada muy provocativa, con fotos de Rodolfo Fuentes en tapa y contratapa, según algunos haciendo apología al suicidio.
Se especula que las luchas internas por decisiones creativas, así como la escasa repercusión del disco, llevaron a la separación de Los Estómagos, quienes dieron su último recital en el Cine Cordón el 25 de agosto de 1989.
Luego de la separación de la banda, Gabriel Peluffo, Gustavo Parodi, Marcelo Lasso y José Rambao  formaron el grupo de rock Buitres Después de la Una, mientras que Fabián Hernández pasó a formar Gallos Humanos, que luego cambia de nombre a 4 Golpes.
Pese a su relativamente corta carrera es hasta hoy una banda de referencia y para muchos de culto.

## Miembros
- Gabriel Peluffo - voz (1983-1989)
- Gustavo Parodi - guitarra, voz (1983-1989)
- Fabián Hernández - bajo, voz (1983-1989)
- Marcelo Lasso - batería (1986-1989)

### Miembros anteriores
- Gustavo Marriott - batería (1983-1985)
- Leonardo Baroncini - batería (1985-1986)

## Discografía

### Discos de estudio
- Tango que me hiciste mal (Orfeo SULP 90765. 1985)
- La ley es otra (Orfeo SULP 90827. 1986)
- Los Estómagos (1987)
- No habrá condenado que aguante (Orfeo. 1988)

### Compilados en los que participó
- Graffiti (1985)
- Rock Nacional Vol. 2 (1986)
- Montevideo Rock (1987)
- Rock en el Palacio (1987)
- En vivo Montevideo Rock II (1988)

### Discos en homenaje a la banda
- Extrañas Visiones (1996)

Donde participaron La Tabaré Riverock Banda, La Trampa, Peyote Asesino, Shock, El conde de Saint Germain, Eduardo Darnauchans, La celda, Kongo Bongo, Claudio Taddei, Spanglish Trax, Chopper, Buenos Muchachos, Traidores y The Supersónicos.